# Deutsche Rundschau in Polen
Die Deutsche Rundschau in Polen war eine deutsche Tageszeitung in Polen, die seit dem 5. Juni 1920 unter diesem Titel erschien und in Bromberg (Bydgoszcz) für die deutsche Minderheit herausgegeben wurde.

## Gründung und Geschichte
Die Ursprünge des Blattes begannen am 1. Oktober 1876, als die von Carl Dombrowski herausgegebene Zeitung Bromberger Tageblatt erschien. Am 1. November 1876 übernahm August Dittmann diese Zeitung. Seit dem 1. Juli 1894 gab es für die Region Bromberg zudem die Ostdeutsche Rundschau. Zu dieser Zeit gehörte die Region Bromberg zur preußischen Provinz Posen. Nach dem Ersten Weltkrieg und der damit einhergehenden Abtretung zuvor westpreußischer und Posener Gebiete an Polen wurden beide Blätter am 1. Januar 1920 zu der neuen Zeitung Ostdeutsche Rundschau, Bromberger Tageblatt vereinigt. Diese wurde am 5. Juni 1920 in Deutsche Rundschau in Polen umbenannt.
Das Blatt erschien sechsmal wöchentlich in deutscher Sprache und hatte ihre Leserschaft in der deutschen Minderheit in Posen und Pommerellen. Die Auflage betrug im Jahre 1937 etwa 15.000 Stück. Die politische Linie der Zeitung war nationalkonservativ ausgerichtet. Damit befand sich die Zeitung in einer ständigen Auseinandersetzung über die politische Einordnung der deutschen Minderheit in Polen. Eine Folge war unter anderem das Verbot der Zeitung vom 19. September bis zum 17. Oktober 1920.
Herausgegeben wurde die Deutsche Rundschau in Polen von der August Dittmann GmbH, die ihren Sitz in Bromberg an der ulica Dworcowa 13 hatte. Eigentümer dieser Gesellschaft waren im Jahr 1937 pro forma Emil Dittmann und Hermann Dittmann. Tatsächlich hatte bereits im Juni 1920 die Konkordia Literarische Gesellschaft mbH 60 Prozent und ab Mitte 1933 komplett 100 Prozent des Eigenkapitals übernommen. Dieses Tarnunternehmen leitete Max Winkler, der als Wirtschaftsberater den Regierungen in der Weimarer Republik, im Dritten Reich und in der frühen Bundesrepublik bei der Verschleierung von staatlichen Zeitungsbeteiligungen zu Diensten stand. Die geheime Förderung zielte bereits unter Gustav Stresemann darauf ab, die deutsche Minderheit in den abgetretenen Gebieten zum Bleiben zu motivieren, um sie als Hebel für künftige Grenzrevisionen benutzen zu können.
Chefredakteur zu polnischer Zeit war Dr. Gotthold Starke (1896–1968), der von 1922 bis 1939 die politische Linie der Zeitung vertrat. Zwei Tage nach dem Angriff der Wehrmacht auf Polen am 1. September 1939 musste die Zeitung kurzzeitig ihr Erscheinen einstellen. Beim Einmarsch der deutschen Truppen in Polen wurde Gotthold Starke durch die polnischen Behörden verhaftet und interniert. Bei den Unruhen zum Bromberger Blutsonntag am 3. September 1939 gab es auch unter den Beschäftigten der Zeitung Opfer. Bereits am 8. September 1939 erschien das Blatt wieder als Deutsche Rundschau und fungierte parallel als „Amtliches Organ der NSDAP und ihrer Gliederungen“. Das Verbreitungsgebiet umfasste den Stadt- und Landkreis Bromberg sowie die Landkreise Schwetz, Tuchel, Wirsitz und Zempelburg.
Die letzte bisher feststellbare Ausgabe der Deutschen Rundschau wurde mit Datum 27. Dezember 1944 gedruckt. 

## Organisation der Zeitung (1937)
- Chefredakteur: Gotthold Starke
- verantwortlicher Redakteur für Politik: Johannes Kruse
- verantwortlicher Redakteur für Wirtschaft: Arno Ströse
- Redakteur für Lokales aus Stadt, Land und unpolitische Themen: Marian Hepke

## Weitere bekannte Mitarbeiter
- Georg Streiter